# 東播磨港
東播磨港（ひがしはりまこう）は、兵庫県明石市・加古郡播磨町・加古川市・高砂市に跨る港湾である。港湾法上の重要港湾、港則法上の特定港、関税法上の開港に指定されている。1963年に港湾法による二見港・別府港・高砂港・伊保港・曽根港を統合して東播磨港となり、1971年に港則法・関税法においても東播磨港となった。

## 概要
東播磨港は播磨灘北東部に位置し、明石市、加古郡播磨町、加古川市、高砂市の地先水面、東西約14kmを港湾区域とする重要港湾である。
その歴史は、313年に景行天皇の御代として開発された阿閇津（旧・別府港）に始まったといわれ、安土桃山時代に入る頃には、要港として、金物を中心に多くの物産が移出された。また、江戸期に入ると、姫路藩主であった池田輝政によって旧・高砂港に高砂堀川が掘られ加古川舟運により高砂は姫路に次ぐ播磨の都市として栄えた。高度経済成長期に入り、東播磨地域が工業特別地域に指定されると、二見港・別府港・高砂港・伊保港・曽根港の港が統合し1963年東播磨港が誕生した。これを契機に、沿岸の港湾改修が進められ東播磨港は近代的な港へと生まれ変わった。
現在は、加工・組み立て型企業が多く立地しており、西に隣接する国際拠点港湾の姫路港とともに播磨臨海工業地帯の中枢港湾として重要な役割を果たしている。

## 港勢
2018年現在の東播磨港における港勢は次の通りである。

### 入港隻数
- 総入港隻数 14,645（総トン数 29,816,984）
  - 外航船入港隻数 1,022（総トン数　21,572,977）
    - 貨物船 689隻、液体タンカー 97隻、RO-RO船 79隻ほか

  - 内航船入港隻数 13,623（総トン数　8,244,007）
    - 貨物船 8,320隻、液体タンカー 2,516隻、RORO船 159隻ほか

### 取扱貨物量
外貨
輸出 292万トン
- 主要輸出品：鋼材40%、砂利・砂38%、鉄鋼6%

輸入 1,778万トン
- 主要輸入品：鉄鉱石63%、石炭30%、非金属鉱物3%

内貨
移出：784万トン（うちコンテナ個数 1,685 TEU）
移入：762万トン（うちコンテナ個数 1,908 TEU）

## 主な施設

### 二見地区
内貿対応の公共岸壁がある。また小型船の施設として、ボートパークや漁業施設が整備されている。

### 播磨地区
水深10～12mの公共岸壁があり、建設重機を取り扱う北米航路が就航している。

### 別府・加古川・尾上地区
神戸製鋼所加古川製鉄所が立地しており、鉄鉱石や石炭が輸入されている。

### 高砂地区
化学系の企業が立地している。また、自然環境の回復を図る親水型の緑地として高砂海浜公園が整備されている。

### 荒井・伊保地区
エネルギー関連の企業が立地している。

## 歴史

### 旧・二見港
- 1857年（安政4年）- 避難港として改修される

### 旧・別府港
- 313年 - 景行天皇の御代によって阿閇津が開発される
- 1885年（明治18年）3月- 多木化学の創業者多木久米次郎が別府の地にて日本初の人造肥料の製造を開始する
- 1921年（大正10年）9月3日 - 別府鉄道野口線が開通
- 1923年（大正12年）3月18日 - 別府鉄道土山線が開通
- 1933年（昭和18年）- 多木浜洋館が竣工

### 旧・高砂港
- 平安時代頃　- 高砂泊が成立する（ただし、現在の高砂ではなく対岸の加古川市尾上町とされている）
- 1594年（文久3年）- 豊臣秀吉の郡代生駒玄蕃の命令によって高砂から加東郡大門までの加古川舟運の航路が完成する[3]
- 江戸時代前期 - 池田輝政によって、高砂の区割りが行われると同時に高砂堀川が掘られる
- 1869年（明治2年）頃- 加古川舟運が廃止
- 1913年（大正2年)12月1日 - 播州鉄道により加古川町駅（後、山陽鉄道加古川駅に統合）から高砂口駅が開通する
- 1914年（大正3年）9月25日 - 高砂口駅（同時に廃止）から高砂港駅まで延伸される
- 1943年（昭和18年）6月1日 - 高砂線が国有化
- 1955年（昭和30年) - 高砂市の「工場誘致条例」が施行される

### 東播磨港
- 1963年（昭和38年）
  - 7月 - 東播磨地域が工業整備特別地域の指定を受ける
  - 11月 - 二見・別府・高砂・伊保・曽根の各港が統合されて東播磨港が誕生する
- 1964年（昭和39年）2月 - 重要港湾に指定される
- 1967年（昭和42年）- 加古川市沿岸部の埋め立て着工
- 1969年（昭和44年）2月 - 播磨町沿岸部の埋め立て着工
- 1970年（昭和45年）
  - 3月 - 加古川市沿岸部の埋め立てが完成。同時に、神戸製鋼所加古川製鉄所（加古川市金沢町)が操業開始
  - 5月1日 - 関税法上の別府港を開港に指定
  - 5月 - 明石市二見町沿岸部の埋め立て着工
- 1971年（昭和46年）7月1日 - 関税法上の別府港を東播磨港に改称
- 1972年（昭和47年）- 播磨町沿岸部の埋め立て完成（播磨町新島）
- 1975年（昭和50年）- 明石市二見町沿岸部の埋め立て完成（明石市二見町南二見）
- 1984年（昭和59年）
  - 2月1日 - 国鉄高砂線の高砂駅から高砂港駅まで廃止。別府鉄道土山線・野口線の全線が廃止
  - 12月1日 - 国鉄高砂線が全線廃止
- 2000年（平成12年） - 加古川市海洋文化センターが開館